# Luka Mkheidze
Luka Mkheidze (Tbilisi, 5 gennaio 1996) è un judoka francese.

## Biografia
Nel 2008, all'età di 12 anni, è dovuto fuggire dalla Georgia con la sua famiglia a causa della seconda guerra in Ossezia del Sud. Dopo essere rimasto per otto mesi in Polonia, si è trasferito nella regione di Parigi dove ha ottenuto lo status di rifugiato politico nel 2010.
La sua squadra di club è il Sucy judo.
È divenuto è campione francese junior nel 2014.
Nel 2018 è stato battuto nel terzo turno dei campionati del mondo dal russo Robert Mšvidobadze.
Si classifica terzo negli Slam di Budapest nel 2020 e a Tashkent nel 2021.
Nel 2021 ha raggiunto la finale dei campionati europei di Lisbona 2021 nella categoria -60 kg, dove è stato battuto dallo spagnolo Francisco Garrigós.
Ha rappresentato la Francia ai Giochi olimpici estivi di Tokyo 2020, dove ha vinto la medaglia di bronzo nel torneo dei 60 kg.
Nel 2024, Mkheidze conquista la sua seconda medaglia olimpica a Parigi, ottenendo l'argento nella categoria 60 kg.

## Palmarès
- Giochi olimpici

Tokyo 2020: bronzo nei 60 kg;
Parigi 2024: oro nella gara a squadre, argento nei 60 kg;
- Europei

Lisbona 2021: argento nei -60 kg;
Montpellier 2023: oro nei -60 kg;
Podgorica 2025: bronzo nei -60 kg;